# 중화민국의 역사
중화민국(중국어: 中華民國)은 신해혁명의 성공으로 1912년 1월 쑨원의 삼민주의를 강령으로 수립된 아시아 최초의 공화제 국가이다. 위안스카이(袁世凱)의 북양 정부 및 북양 군벌 통치 시기에는 진정한 민주주의가 이루어지지 않았다.. 한편 국내외 여러 요인 때문에 같은 시기에 중앙 정부가 2개 존재하던 시기도 있었다. 예를 들어 쑨원은 난징시에 중국국민당 정부를 재구축하였으며 장제스의 북벌로 이어졌다. 왕징웨이 등은 우한시에 독자 정부를 수립하기도 했으며, 일본 제국 점령기에는 난징시에도 독자 정부를 수립했다. 한편 중국공산당은 국공 분열 이후 또한 독자적인 정부를 세웠다.
위안스카이는 자신이 황제가 되기 위해 황제 제도의 부활을 꾀하는 등 정권욕을 채우려다가 실패하였고 1917년에는 장쉰이 선통제의 복위를 꾀했다가 실패하였다. 그 후 돤치루이, 오패부, 장쭤린, 펑위샹 등의 군벌이 권력 다툼을 되풀이 하는 가운데 제1차 세계대전이 일어나자 이 틈을 노린 일본은 독일이 소유했던 산둥반도의 권익을 승계하는 한편 중국에 대하여 21개조 요구 사항을 승인하도록 강요하였고 군벌 돤치루이와 결탁함으로써 중국 진출에 성공하였다. 1923년 이후 세계 열강들은 앞다투어 중국에서의 이권 쟁탈에 주력하였고 이에 불만을 가진 중국의 지식인,학생,노동자들은 외세 배척 운동을 벌였다. 1924년 중국국민당 제1회 전국대표대회가 열러 제1차 국공합작이 성립되었고 1925년 쑨원이 죽은 후 국민당은 광둥에 국민정부를 수립하였다. 이어 다음 해엔 1926년 북벌을 개시하여 상하이, 난징을 점령하였다. 북벌군 사령관 장제스는 상하이에서 쿠테타를 일으켜 난징 국민정부를 수립하고 국민당 좌파와 공산당이 손을 잡은 무한 정부와 대립하였으나 얼마 후 무한 정부도 공산당과 결별하고 난징 정부와 합류하였다. 그 후 북벌이 재개되고 1928년 봉천파 군벌 장쭤린이 일본에 의해 폭살되자 그의 아들 장쉐량이 장제스와 손잡음으로써 중국 전토가 국민당 수중으로 들어왔다. 이로써 난징을 수도로 하는 중국국민당 주도의 국민정부(중국어: 國民政府)가 정식으로 수립되었다.
1928년에 공식적으로 장제스의 중국국민당이 북벌을 완수하였고, 수도를 난징시로 천도하였다. 중국국민당에 집중된 권력은 그 권력의 중추였던 장제스의 권력을 강화하기에 이르렀다. 그들은 청나라의 영강을 대부분 주장했지만 1921년 이후 독립한 몽골과 아직도 잔류한 각지의 군벌들 그리고 티베트와 위구르 지역에 설치된 사실상의 자치국이 문제로 떠올랐고, 그들의 잠재적 라이벌인 중국공산당은 장시성에 중화 소비에트공화국을 세우며 그들에게 맞서기에 이른다. 사실상 난징과 그 주위만 장악한 그들은 그들의 영토를 주장하는데 큰 어려움을 겪었고 일본 제국은 관동군을 동원하여 만주를 장악하고 만주국을 건국하기에 이른다. 그러자 국민당의 군대인 국민 혁명군은 잠재적 라이벌인 공산당을 축출하나 살아남은 마오쩌둥과 남은 인물들은 서북 산서를 향한 장정에 오른다. 그러나 장쉐량의 시안 사변과 국외에서 점점 중국을 압박하며 중국에 대한 전쟁의 위협을 가하는 일본으로 인해 국공 합작을 선언하고 중일 전쟁이 시작되었다군은 제2차 세계대전 승리 전에 아주 큰 패배를 많이 겪으며 패전하며 중국민이 가장 학살당한 끔찍한 사건인 난징 대학살이 발생하고 왕징웨이의 배신으로 괴뢰 정부가 수립되기도 했으며 중국 각지에서 괴뢰 정권이 수립된다. 이에 내몽골에서 데므치그돈로브(덕왕)가 몽강연합자치정부를 선언하면서 중국의 상황은 날로 암울해져 가기도 했다. 중국에 대한 연합국의 지원에도 불구하고 위기에 처한 중국이었지만, 1945년, 미국은 히로시마와 나가사키에 투하한 두 발의 원자폭탄으로 인해 8월 15일, 천황이 무조건 항복을 선언한다. 9월 2일에 도쿄 만에서의 항복 문서의 서명으로 인한 일본 제국의 패망이 선언되었다. 패망 후, 내전 가능성이 제기 되었지만, 쌍십협정의 체결로 봉합되는 듯하던 갈등이었지만, 미국은 양 당을 모두 지원한다고 했지만, 국민당을 지원하였고 소련은 여순항을 조차한다는 조약을 맺지만 공산당에 대한 지원을 아끼지 않았다. 또한 공산당은 합작에 미적지근한 반응을 보이면서 합작에 부정적인 입장을 견지하였고, 결국 국민당은 1947년 공산당을 배제한 채 공식적으로 중화민국 헌정의 성립을 선언하였고, 이것이 제2차 국공내전의 계기가 되었다. 1948년에 중화민국 헌법이 공표되었지만 전선에서 국민당군은 밀리기에 일쑤였고, 중공과 전쟁에서 결국 패하면서 대륙에서의 국민 정부는 타이완으로 천도하게 된다.
국민정부는 1931년 만주사변 이래 일본의 침략에 무저항주의를 택하고 오로지 '공산당 타도'에 중점을 두는 정책을 폈으나, 시안 사건을 계기로 제2차 국공합작이 성립되어 항일민족통일전선이 결성되었다. 그러나 1937년 7월에 중일전쟁이 발발했고, 전쟁이 계속되는 동안 국공 간의 반목이 일어나고 태평양 전쟁 종결과 함께 국공합작은 완전히 무너져 버렸다. 국공 양측은 미국 특사의 중재로 정치협상 회의를 열어 해결의 실마리를 찾으려 하였으나 결국 국공 내전으로 번졌다. 내전에서 국민당은 패배하고, 공산당은 1949년 10월 마오쩌둥을 주석으로 하는 중화인민공화국을 수립하였다. 한편 중화민국 정부는 장제스와 중국국민당에 의해 타이베이시로 옮겨졌다.(국부천대)
국공 내전 이후에 중화민국은 중국 대륙과 일부 부속 도서의 주권을 ‘상실’하였으나, 이후에도 ‘중국의 정통 정부’임을 자임하면서 지금까지도 중화인민공화국의 건국을 인정하지 않으며, 중화인민공화국이 차지하고 있는 중국 본토의 영유권을 주장한다. 한편 당시 대부분의 서방 국가들은 중화인민공화국 대신 중화민국을 중국을 대표하는 국가로 인정했다. 그러나 인도, 소비에트 연방 등 공산권 혹은 제3세계권 국가와의 관계가 끊어졌으며, 영국, 스웨덴, 프랑스, 스위스를 시작으로 중화민국을 단교하고 중화인민공화국과 수교하는 서방 국가가 계속 늘어났으며, 1971년 유엔에서 대표 자격이 경질되고 탈퇴하기에 이르자 더 많은 국가가 중화민국의 승인을 취소했으며 중화인민공화국을 정식 국가로 인정했다. 1979년 최대 우방국이었던 미국도 중화인민공화국과 국교를 수립함으로써 이후 세계적으로 중국의 정통 정부로 승인되지 않는 미승인 국가와 같은 상황에 빠지게 되어 대외적으로는 정식 국명이 통용될 기회가 크게 제한되었다.(중화민국의 정치와 중화 타이베이를 참고.) 1992년에는 아시아의 마지막 수교국이던 대한민국마저도 단교하게 되면서 고립이 심화되었다. 2010년 현재 이 나라를 승인(중국의 정통 정부로서)하는 나라는 겨우 23개국에 불과하다.
2012년에 건국 100주년을 맞았다.

## 청나라 말기 혁명파와 혁명운동
청나라는 효율적인 통치 체제를 통해 압도적 다수인 한족의 충성을 확보하는 데 성공했으나, 19세기 후반의 잇따른 실패를 거치면서 이러한 충성심은 산산조각이 났다. '반(半)식민지'으로 전락한 청조가 국가 위기를 대처할 수 없으니 이를 무너뜨리고 한족의 강산을 되찾아야만 부강이 가능하다는 논리에서 출발한 '반만'(反滿) 혁명의 구호는 이런 데서 힘을 얻었다.
이러한 논리를 가장 먼저 제기한 것은 바로 쑨원이었다. 그는 청일전쟁 무렵부터 하와이, 홍콩의 흥중회를 세워 무장봉기에 의한 청조 타도와 공화제 국가의 설립을 가장 먼저 제기하고 실천하였다. 그리고 1903년 거아(拒俄)운동을 통해 반제(反帝)운동을 탄압하는 청조에 분격한 국내외 학생(특히 중국인 일본 유학생)들이 가담하면서 혁명운동은 급속하게 확산되었다. 중국 국내에서도 화흥회나 광복회 등의 혁명 단체가 세워졌다. 결국 1905년 8월 일본 도쿄에서 전국 차원의 비밀 정당인 중국동맹회가 결성되었다.
혁명파는 기관지 《민보》를 통해 점진적 입헌개혁을 지지하는 입헌파 기관지 《신민총보》와 논쟁하면서 이론을 정비했고, 아울러 1911년까지 중국 남부 변경 지대에서 수십여 차례에 걸친 무장 봉기를 통해 청조를 무너뜨리려고 하였다. 그러나 화교에게서 자금을 모집해 무길르 구입하고 지방의 비밀결사를 동원하여 봉기를 시도한 쑨원 주도의 '변경 혁명'은 모두 실패로 끝났다. 쑨원의 동맹회 중심으로 한 무장투쟁은 계속 실패했지만 혁명적 정세는 계속 확산되고 있었다. 청조의 신정으로 늘어난 신식군대, 신식 지식인들은 유학을 통한 새로운 학문과의 접촉으로 청조의 낙후성을 더욱 실감하게 되었다. 특히 입헌운동과 철도이권회수운동 과정에서 급진적 입헌파 신사는 청조에 대한 환멸감을 더욱 키워갔다. 한편 의화단운동으로 인해 지불해야 할 배상금과 신정추진에 필요한 비용으로 인해 세금이 증액되면서 다양한 종류의 하층 민중의 폭동이 잦아졌다. 민중폭동은 그 자체가 혁명을 목표로 하지는 않았지만 혁명적 분위기를 고조시켰다.

## 신해혁명과 개국

1912년-1928년까지의 중화민국 국기. '5색기'라고 부른다.

1911년 10월 10일 후베이성 중심도시 우창에서 신군 일부가 무장봉기를 일으켜 성공을 거둔 뒤 이어 한양, 한커우가 혁명군에게 장악되었다. 우창에서는 청조의 고위 장교 출신인 리위안훙이 도독으로 추대되어 호북군정부가 수립되었다. 우창 봉기의 성공은 동맹회 지도자들과 연락이 닿지 않은 채 이루어졌고 사후 동맹회 중부총회 인물들이 리위안훙을 인정했다. 호북군정부는 한커우에 있는 각국 영사관으로부터 중립을 지키겠다는 약속을 받아 내 단순한 폭동이 아닌 정치적 혁명이라는 인정을 받았다. 청조의 진압군에게 한커우와 한양이 진압되어 우창이 한때 위기에 처했지만 혁명군이 상하이와 난징을 점령하고 24성 가운데 14성이 혁명에 가담하는 식으로 혁명에 동조하는 성들이 늘어났다.
혁명을 일으킨 각 성에는 입헌을 추진하던 신사층의 권력의 중추를 차치하는 경우가 많았다. 통일된 중앙정부를 조직하기 위해 한커우의 영국 조계지에서 각 성 대표가 모여 1911년 12월 3일 《중화민국임시정부 조직대강》을 공포하고 임시정부를 난징에 두기로 했다. 그리고 12월 25일 귀국한 쑨원을 임시대총통으로 선출함으로써, 1912년 1월 1일에 쑨원은 난징으로 가 총통에 취임한 뒤 국호를 중화민국, 1912년 1월 1일을 민국 원년으로 하였다. 이로써 그 동안 주도권 장악을 위하여 벌였던 싸움은 일단락되었고, 중국에서뿐만 아니라 아시아에서는 처음으로 공화정이 수립되었다.

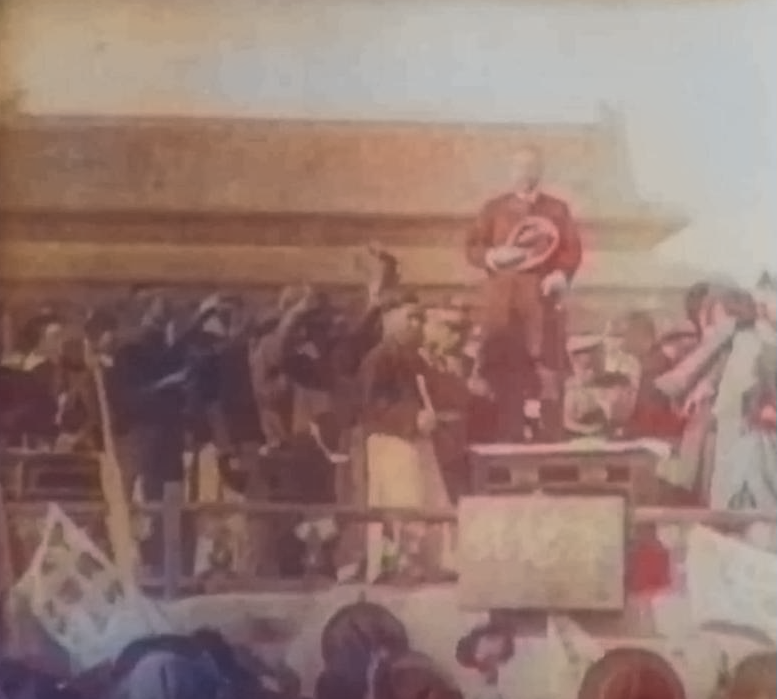
1912년 1월 1일 선서를 위해 많은 사람들이 몰려 들었던 썬야만 센.

난징에 임시정부를 수립한 쑨원은 각 성의 대표로 임시참의원을 구성하고 총통 중심제의 '중화민국 임시 정부 조직 대강'을 내각책임제의 《임시 약법》으로 개정했다. 그런데 청조는 혁명 진압군 장교에 영향력이 큰 데다 열강의 신임을 얻고 있던 위안스카이를 내각총리대신으로 임명해 전권을 위임한 터였다. 위안스카이는 무력 진압보다는 혁명군과의 타협을 통한 해결을 추진했다. 호북군정부나 혁명에 가담한 각 성 대표는 위안스카이가 공화정 수립에 가담하면 총통으로 추대하겠다는 의사를 보였으므로 쑨원 역시 남북 간의 협상을 통한 해결을 택할 수 밖에 없었다.
상하이에서 남북 대표 간의 회의가 열리는 동안 청조의 장교들이 공화정을 요구하는 집단적 의사표시를 하면서 청조 내부의 강경론이 수구러들고 황제 퇴위 이후의 예우조건이 확정되자 1912년 2월 12일 마지막 황제 선통제가 퇴위했다. 한편, 난징 임시정부 임시대총통 쑨원은 위안스카이에게 난징에 정부를 둘 것과 난징에 와서 취임하고 임시 약법의 준수를 조건으로 제시하였고, 참의원에 사직서를 제출하고 위안스카이를 제2대 임시대총통으로 추대하여 통과시켰다. 그러나 위안스카이는 '베이징 정변'을 일으켜 난징으로 가지 않았다. 참의원에서 새로운 임시대총통으로 선출된 위안스카이는 3월 10일 베이징에서 중화민국 제2대 임시대총통에 취임했다.

## 북양정부 (1912년~1928년)

### 위안스카이 집권기

#### 위안스카이의 독재정치와 2차혁명 실패

중국국민당의 당기

민중이 그토록 고대하던 청나라의 멸망을 달성했음에도 중국 사회는 크게 달라지지 않았다. 임시대총통이 된 위안스카이는 여러 가지 수단으로 혁명파를 무력화시켰다. 군사적 기반을 잃은 혁명파에게 남은 길은 국회와 정당을 통해 위안스카이를 견제하는 것뿐이었다. 이에 따라 쑹자오런의 주도로 중국동맹회가 개조되어 1912년 8월 25일 중국국민당이 창설되었다.
국민당은 1913년 1월과 2월에 걸쳐 시행된 국회선거에서 과반수의 의석을 차지하였다. 그러나 국민당 내각의 형성을 꺼린 위안스카이는 암살자를 사주해 3월 20일 국무총리로 예정된 쑹자오런을 저격, 3월 22일에는 쑹자오런이 사망함으로써 암살당했다. 위안스카이는 이어 국회의 반대를 무릅쓰고 4월 27일 5개국(영국, 독일, 프랑스, 일본, 러시아) 은행단으로부터 2,500만 파운드에 달하는 거액의 차관을 도입하는 협정을 체결하여 독재를 위한 재정기반을 확보했다.
1913년 6월에 위안스카이가 국민당 계열 도독 3인을 파면하자, 국민당을 비롯한 쑨원과 진기미 등은 '공화정 수호'를 위해 봉기를 벌였는데 이를 제2차 혁명이라 한다. 봉기는 6월 9일~7월 12일 양쯔 강 하류와 중류 지역 일대에서 전투가 일어났다. 그러나 위안스카이의 압도적인 무력에 의해 진압됐고, 쑨원은 일본으로 망명했다. 결국 봉기는 9월이 돼서야 완전 진압되어 실패했다. 당시 중국 국내에서의 여론은 크게 호응을 못받았는데, 전란의 재발을 달가워하지 않는 분위기와 중국 부르주아 세력 역시 실권 없는 민주세력보다 강력한 인물을 더 선호했던 탓이 컸다.
10월 국회는 '공민단'이라 자칭하는 정치깡패 폭도들로부터 협박을 받는 가운데 위안스카이를 정식 대총통으로 선출했다. 곧 이어 위안스카이는 국민당의 해산을 명하고 대총통의 권한을 대폭 강화시킨 '신약법'(新約法)을 제정했다. 그리고 대총통은 임기 10년에 연임할 수 있도록 했는데, 위안스카이는 이에 만족하지 않고 황제가 되려는 공작을 꾸몄다.
한편, 국민당이 강제 해체되어 일본에 망명중이던 쑨원은 1914년 7월 8일 중화 혁명당을 결성해 위안스카이 정권에 저항했다.

#### 21개조 요구와 호국전쟁
제1차 세계대전이 발발한 1914년 당시, 위안스카이는 자신의 권력 유지를 위한 일본의 막대한 군사력과 재력을 탐내고 있었으며 일본 또한 독일군 축출을 명분으로 하는 중국대륙으로의 개입 진행을 위해 위안스카이 정권의 협력이 필요한 시점이었다. 이러한 쌍방의 이해가 일치하여 결국 1915년 5월, 이른바 '중국판 을사늑약'이라 불리는 21개조의 요구가 체결된다.
일본과의 조약 체결로 일본이라는 든든한 힘을 얻은 위안스카이로서는 더 이상 거칠 것이 없었다. 위안스카이는 자신이 황제가 되기 위해 '중국에는 공화정이 맞지 않고 제정(帝政)이 좋다.'라는 여론을 조성하고 국체(國體)를 바꾸자는 '관제 청원단'을 조직하였다. 그 결과 1915년 12월에 국민대표대회를 소집하여 국민대표 전원의 찬성 아래 '제제'(帝制)가 결정되었다. 그리고 위안스카이를 황제로 추대하여 '중화제국'을 선포하고 다음 해인 1916년 1월에 '홍헌'(洪憲) 원년으로 하기로 하였는데, 이를 '홍원 제제'(洪憲 帝制)라고 한다.
1915년, 중국에서 제제(帝制) 운동이 노골화되었을 때 중화 혁명당이 중심이 되어 '위안스카이 토벌군'을 조직해 봉기를 일으켰으며, 운남 성에서는 1915년 말에 채악, 당계요가 독립을 선포하고 '호국군'(護國軍)을 일으켰으니 이를 '호국 전쟁'혹은 '제3차 혁명'이라 한다. 이 봉기에는 위안스카이 편에 섰던 사람들마저도 호국전에 참가하여 전국적으로 '반 위안스카이 운동'이 확대되고 각기 중앙에서 벗어나 독립을 선포하였다.
결국 위안스카이는 제제(帝制)를 취소하고 총통 자리만이라도 보전하려고 하였으나, 호국군이 계속 그의 하야를 요구하여 그는 실의 속에 화병으로 1916년 6월 병사했다. 위안스카이 사후 부총통이었던 리위안훙이 총통직을 승계하였고, 독립을 선포하였던 각 성도 이를 취소하여 전국은 재차 통일되었다.

### 혼란의 시대

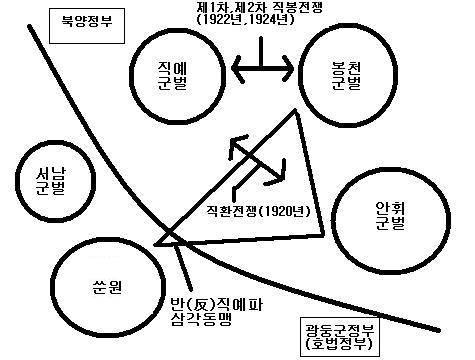
1920년대초 중국의 정치상황

군벌이란, 독립된 군대를 갖고 한 지역을 차지하여 독립적 통치권을 행사하는 군인을 가리킨다. 이들은 국가 이익을 전혀 고려하지 않고, 열강인 제국주의 세력과도 야합하여 자신들의 이익을 우선하였으며, 문제의 해결을 군사력에 의존하였다.
위안스카이가 사망한 이후 각지의 군벌들은 북양 정부를 자신의 영향력 아래에 두기 위해 싸웠다. 이 시기 동안 여러 군벌들이 번갈아가며 북양 정부를 통제하는데 성공하였으나 중국 전역을 통치하는 새로운 시대를 만들지는 못하였다. 왜냐하면 한 군벌이 임시 정부를 자신의 통제하에 두는데 성공하였다 하더라도 다른 군벌들이 이를 인정하지 않았으며, 자신의 세력지에서 독자적인 통치를 지속하였기 때문이다. 각지에 할거하여 군부 통치를 하였던 이들 군벌들이 이 시기 중화민국 정부인 북양 정부를 구성하고 있었다. 군벌통치기라 할 수 있는 이 시기는 1927년까지 지속되었는데, 위안스카이 사후 그의 기반 조직이었던 북양군벌 몇 개의 파벌로 분열되어 베이징을 중심으로 권력 암투를 벌였고, 여기에 그간 위안스카이 밑에서 숨죽이고 지내던 지방의 군벌들까지 대거 발호, 이런 기회를 이용해먹으려는 일본까지 가세하면서 중국대륙은 혼란의 시대로 돌입했다.

#### 제1차 세계 대전과 복청 시도
위안스카이가 사망하자 리위안훙이 중화민국의 대총통이 되었고 돤치루이는 총리가 되었다. 이들은 위안스카이의 제국 체제를 해체하고 이전의 중화민국 임시정부로 복귀하였으며, 의회를 복원하였다. 그러나, 제1차 세계대전이 일어난 상황에서 리위안훙과 돤치루이는 수 많은 경쟁자들에게 둘러싸인 상황에 놓이게 되었다. 제1차 세계 대전 초기 중국은 중립을 유지하고 있었으며, 독일의 무제한 잠수함 작전으로 미국이 연합국 측에 서면서 중립국들의 참전을 호소하자 중국도 연합국 편에 섰다. 돤치루이는 개전 초기부터 연합국에 우호적이었는데, 그는 연합국 참여로 일본의 협조를 받아 북양군벌 내 자신의 군대인 안휘파를 키울 기회를 얻고자 하였다. 리위안훙과 돤치루이의 파벌은 의회에서 사사건건 충돌하였고, 결국 1917년 5월 리위안훙은 돤치루이를 총리직에서 해임하였다.
돤치루이가 해임되자 돤을 지지하는 지방의 군벌들은 리위안훙의 퇴임을 주장하며 독립을 선언하였다. 리위안훙은 이러한 사태의 해결을 위해 장쉰을 불러들였다. 청나라 무관 출신이었던 장쉰은 이 무렵 안후이 지방의 군벌이었고 선통제의 복위를 바라고 있었다. 전쟁 기간 동안 중국이 중립을 유지하기를 바라고 있던 독일은 장쉰에게 자금과 무기를 제공하고 있었다.
1917년 7월 1일, 장쉰은 쿠테타를 일으켜 국회를 해산하고, 공식적으로 청조의 복고를 선언하면서 리위안훙에게 대총통직에서 퇴임할 것을 요구하였다. 리위안훙은 장쉰의 요구를 즉시 거부하였다. 장쉰이 복청을 시도하자 돤치루이는 휘하의 부대를 베이징으로 진격시켜 장쉰과 교전하였다. 돤치루이는 단숨에 진압하였고, 7월 12일 장쉰의 군대를 물리친 돤치루이는 베이징으로 돌아왔다.
이로써 장쉰의 복청시도는 13일만에 실패하였다. 이러한 혼란이 일어나는 동안, 북양군벌 직예파였던 부총통 펑궈장은 난징에서 자신이 대총통 권한대행임을 선포하였다. 돤치루이는 다시 총리가 되었다. 이로써 직예파의 펑궈장과 안휘파의 돤치루이는 중국에서 가장 영향력있는 군벌로 성장하게 되었다.

#### 호법 운동
1917년 9월, 쑨원과 그를 지지하는 의원들은 돤치루이가 헌정을 파괴하고 전횡을 일삼는 것에 대항하여 광저우에서 새로운 정부를 구성하고 호법군(護法軍)을 결성하였다. 하지만 역설적이게도 쑨원의 정부 구성은 당시 중화민국 임시정부의 헌법을 기반으로 한 것이 아닌 서남지역 군벌세력들과 손잡아 군사 조직을 표방한 것이었고, 쑨원의 직위 역시 군통치자를 뜻하는 대원수(大元帥)였다. 중국 남부의 6개 성이 쑨원의 군정을 지지하였다. 한편, 북양 정부의 돤치루이는 손문의 호법군을 분쇄하고자 하였다. 1918년 동안 돤치루이와 쑨원의 호법군 사이에 호헌 전쟁이 지속되었다.
한편, 광둥 군정부 내에서는 쑨원의 지위에 대해 내각 구성 범위를 벗어나는 너무 큰 권력 집중을 초래하고 있다는 비판이 제기되었다. 이에 따라 광둥 정부는 7인의 선출직 위원을 기반으로 하는 국무위원회를 구성하였다. 이로써 쑨원은 다시 한 번 반대파와 군부에 의해 권력 중심에서 밀려났다. 쑨원은 국무위원회의 결정에 따라 대원수직을 사임하고 상하이로 망명했다.
돤치루이의 북양 정부 또한 쑨원의 광둥 정부에 견주어 상황이 좋았다고는 할 수 없었다. 돤치루이 휘하의 안휘파 내부의 일부 장군들과 직예파는 남방과 전쟁을 벌이는 것을 원치 않았다. 10월이 되자 이들은 돤치루이에게 '쑨원과 협상할 것'을 종용하였다. 또한, 이들은 일본의 자금과 무기를 들여와 동족을 상대로 전쟁을 한다는 상황때문에 고뇌하였다.
펑궈장의 임기가 끝나자 쉬스창이 뒤를 이어 대총통이 되었다. 쉬스창은 남방의 광둥 정부와 협상을 원하였고 1919년 2월 양측의 대표가 상하이에서 협상을 개시하였다. 그러나 돤치루이의 안휘파가 일본으로부터 자금과 무기를 공급받고 있다는 점때문에 협상은 결렬되었고, 이는 5·4 운동을 촉발하는 계기 가운데 하나가 되었다. 이 시점에서 중국은 남북으로 분단될 상황에 놓여 있었다.

#### 5·4 운동
1919년 중국은 연합국의 일원이 되어 독일에 대해 선전포고를 하였다. 중국은 종전 후 일본에게 점령된 지역의 회복을 기대하였다. 5월 4일 베이징에서 일본의 통치와 북양 정부를 반대하는 대규모 시위가 일어났다. 학생들이 주를 이룬 이 시위는 지식인을 비롯한 많은 중국인들의 민족 감정을 촉발하여 5·4 운동으로 발전하였다.
당시 중국의 지식인들은 봉건 잔재의 청산과 민주주의, 과학 계몽등을 주장한 신문화운동을 펼쳤다. 5·4 운동은 이러한 신문화운동의 정점에서 일어난 사건으로 이후 중국의 정치 상황을 크게 바꾸었다.
한편, 제1차 세계대전이 끝난 후 열린 베르사이유 조약에서 중국 대표는 여론에 밀려 조약 체결을 거부하였다.

#### 군벌타파 운동과 제1차 국공 합작
5·4 운동은 퇴색되어 가던 공화주의 혁명을 되살리는 계기가 되었다. 1917년 쑨원은 남방 군벌들의 협조를 받는 가운데 광둥 정부 군사의 총사령관이 되어 대원수에 취임하였다. 1919년 10월 쑨원은 북양 정부에 대항하여 상하이에서 중국국민당을 재건하였다. 당시 국민당은 군벌들의 승인아래 형식적 적법성을 유지하며 서양과 연계되어 있었다.
1921년 쑨원은 진형명의 도움으로 다시 남방의 광둥 국민정부 총통이 되었다. 쑨원은 재임 기간 동안 통치 체제를 강화하고 북방 정권과의 통합을 이루기 위해 노력하였다. 쑨원은 서방 열강 국가로부터 원조를 얻고자 하였으나 실패하였다. 이에 쑨원은 1920년 소련과 외교관계를 맺었다. 당시 소련은 중국의 혁명을 서구 제국주의에 대항하는 전선의 일환으로 파악하고 있었고 중국내에서 협력가능한 세력을 찾고 있었다. 소련은 임시 방편으로 국민당과 중국공산당을 모두 지원하는 정책을 취하였다. 1921년 12월, 광서 성 계림에서 레닌이 파견한 코민테른 대표 마링(Hendricus Josephus Maring)을 접견하였다.

중국공산당의 당기

1922년 국민당을 구성하고 있던 군벌들이 분열하였고, 군벌내의 쿠테타로 쑨원은 또다시 상하이로 망명갔다. 지푸라기라도 잡고 싶었던 절박했던 상황에서 쑨원은 코민테른과 손을 잡게 되는데, 이는 쑨원이 소련과의 관계를 더욱 긴밀하게 유지하도록 작용하였다. 1922년 8월 쑨원은 리다지오, 천두슈 등을 만나 공산당 조직에 대한 조언을 듣고 국민당을 공산당 조직에 따라 전면적으로 재정비했다. 이럼으로써 쑨원은 코민테른과 중국공산당의 도움을 받기로 결심하고, 공산당 인사들을 개인 자격으로 국민당에 가입하도록 조치했다. 1923년 1월에는 소련 대리인 요페와의 공동선언을 발표하여 소련과의 연합을 위한 정책적 기초를 다졌다.
1923년 쑨원과 소련 대표단은 상하이에서 중국의 통일을 위한 동맹을 맺었다. 당시 소련의 대표는 널리 알려진 코민테른의 요원이었던 미하일 보로딘이었다. 보로딘은 중국국민당을 재편, 강화하여 소비에트 연방 공산당의 자당으로 만들고자 하였다. 코민테른은 이를 위해 다수의 요원들을 국민당에 침투시켰다.
1923년 네덜란드인 공산주의자로 코민테른에 활동하는 마링(Hendricus Josephus Maring)은 네덜란드령 동인도에서 자신이 겪었던 혁명활동 경험을 바탕으로 국민당과 장제스를 연결할 것을 코민테른에 제안하였다. 마링은 인도네시아 공산당 창건을 위해 활동하고 있었는데, 그가 보기에 중국공산당의 활동은 너무 미약하게 보였다. 실제로 당시 중국공산당의 당원은 1921년에 약 300 여명, 1925년에도 1,500 여명에 불과했었고, 반면에 국민당은 1922년 이미 50,000 여명의 당원을 확보하고 있었다.
그리고 1923년 2월 쑨원은 상하이에서 광저우로 돌아가 다시 육,해군 최고 사령부를 창설하고, 대원수의 이름으로 정무를 총괄하였다. 이와 동시에 국민당 개편준비 작업에 박차를 가하였다. 그리고, 쑨원의 부관 장제스는 코민테른의 도움을 받으며 대중 선동과 동원 전략 등을 배우기 위해 모스크바로 갔다. 1923년 말에 중국에 돌아온 장제스는 황푸 군관학교의 설립에 참여하였다. 1924년 황푸 군관학교의 초대 교장이 된 장제스는 점차 쑨원의 후계자로 주목받게 되었다. 후일 총통이 된 장제스는 중국국민당을 우익 민족주의 정당으로 만들었다.
1924년 1월, 중국국민당 제1차 전국 대회가 광저우에서 열렸는데, 이 대회에서 공식적으로 제1차 국공합작이 결성되었다.

#### 장제스의 권력 강화
1925년 베이징에서 쑨원이 암으로 사망하였다. 그 해 여름, 장제스는 쑨원의 후계자가 되어 국민혁명군의 총사령관이 되었고 북벌을 시작하였다. 북벌은 1924년 1월 중국공산당과 중국국민당이 제1차 국공 합작 결성을 통해 협력하여 북양군벌을 몰아낸 사건으로, 시작한 지 9개월만에 중국의 절반을 평정하였다. 또한 이 과정에서 국민당은 좌파와 우파로 분열되었고, 공산당 역시 성장하였다.
1926년 3월 중산함 사건 이후 장제스는 소련 고문단을 해임하고 국민당 내 좌파 인사들은 물론이고 광둥 국민정부 내 중국공산당 인사들 역시 해임하고 탄압을 가했다. 이로 인해 공산당은 격렬히 반발해 일촉즉발의 위기가 조성되었고, 소련은 장제스와 중국공산당 사이의 관계가 회복되기를 희망하였으나 실패하였다.
1927년 초 중국국민당과 중국공산당은 결별하였다. 중국공산당은 국민당 좌파와 함께 우한에 새로운 민족주의 정부를 구성하였다. 그러나 북벌을 성공적으로 종결한 장제스는 난징에 반공주의 국민정부를 구성하고 군사력을 중국공산당을 향해 돌렸고, 4·12 사건을 일으켰다. 이로써 중국은 기존의 북양 정부, 중국공산당과 국민당 좌파의 우한 정부, 장제스와 국민당 우파의 난징 국민정부로 분열되었다.
코민테른은 상황이 이렇게 급변한 것에 경악하였으며, 중국공산당이 독자적으로 도시와 농촌에서 혁명 세력을 규합할 것을 결정하였다. 중국공산당은 국민당의 대대적인 숙청에 맞서 추수 봉기를 일으켰다. 그러나, 급조된 농민군을 바탕으로한 중국공산당의 군사는 국민당 군을 상대할 수 없었고 곧바로 후퇴할 수 밖에 없었다. 이 과정에서 마오쩌뚱이 중국공산당의 지도자로 부상하게 되었다. 마오쩌뚱은 장시성을 중심으로 해방구를 만들었고 훗날 이를 바탕으로 중화소비에트공화국을 수립하였다.
그러나, 1927년 당시 시점에서 중국공산당은 풍전등화의 위기를 맞고 있었다. 더욱이 국민당 좌파로 구성된 우한 정부마저 장제스에 의해 붕괴되었다. 우한 정부의 국민당 좌파세력들은 결국 장제스에 굴복해 난징 국민정부로 흡수됨으로써 통일된 국민정부가 되었다. 1928년이 되자 장제스의 통치 영역은 중국 전역으로 확대되었고, 중국공산당의 영향력은 극히 제한적이었다. 장제스의 난징 정부는 국제사회에서 중국의 유일한 정부로 승인되었다. 장제스는 자신이 쑨원의 숙원이었던 중국의 통일과 민주 헌정을 이루었다고 선언하였다.

## 국민정부 (1928년~1949년)

1928년부터 사용된 중화민국의 국기. 청천백일만지홍기라고도 한다.

중화민국 국민정부(中華民國國民政府)는 중국사에서 중국국민당이 북벌을 완수한 1928년부터, 중화민국 헌법이 제정된 1948년까지 중국 대륙을 통치하던 중화민국의 정부를 말한다. 특히 1928년에서 1937년까지의 국민정부를 중화권에선 흔히 난징 십년(南京十年)로 부른다. 사실상 중국국민당 일당제로 운영되었으며, 비록 제한적이긴 하지만 문화, 경제, 사회의 성장과 민주주의의 발전을 가져왔다.

### 정치
국민정부는 쑨원의 이념에 따라 '5원제'(五院制) 정부에 의한 훈정(訓政)을 실시하였다. 1928년 10월 훈정 강령, 1931년 5월 훈정 시기 약법이 공포되면서 민중 운동을 제한하고 다른 모든 정당, 정치 결사의 정치 행위를 금하는 일당 지배가 실행되었다. 집권 정당으로 탈바꿈하면서 국민당은 장제스도 인정하듯이 기존의 혁명성을 거의 상실하였다. 과거 군벌시대의 보수 관료들이 고위직을 차지하고, 비효율성과 부패 외에 언론 검색과 중국민권보장동맹 등 반대파에 대한 암살,납치 등 정치적 억압도 강화되었다.

### 경제·사회
국민정부는 법제를 정비하고 근대화를 추진하는 데에 주력하였다. 국민정부는 물가의 안정, 세금의 부과, 은행의 정비와 화폐의 발행 등 경제 정책을 펼쳤고, 철도를 놓고 고속도로를 만들었으며, 공중 보건을 도입하고 마약을 단속했다. 또한, 공산품과 농산품의 증산을 장려하였다. 1935년 11월 3일 국민정부는 불환지폐를 개혁하여 물가를 안정시키고 세입을 확대하였다. 한편, 중국 사회의 통합을 위해 교육 제도를 정비하고, 표준 중국어를 정하는 한편 신문, 잡지, 서적의 출간을 장려하였다. 사회 개혁 운동도 활발히 전개되어, 여권 신장 운동과 농촌 재건 운동이 전개되었다. 하지만 이러한 변화에 비해, 국민당의 일당독재로 인해 정치적 발전에는 한계가 있었다.
요 가문과 기업의 독점으로 기울면서 경제상태를 제대로 돌보지 못하였고 국민 혁명으로 세웠던 국가로 나름 공산당에 우월하였지만 인민 봉기로 차츰 무너져내리면서 경제 인플레를 감당하지 못하였으며 국민들로부터 지지가 차츰 약화하고 공산당에 지지가 역전되는 데 이르렀다.
1930년에는 다시 외국 교역에 대한 관세를 징수하기 시작하였다.
한편 중국 대륙 각지에서는 군벌들이 잔존하여 특정 지역을 장악하고 있었다. 국민당의 영향력은 난징을 중심으로한 중국 동부 지역에서만 확고하였으며, 그 외 지역은 펑위샹이나 옌시산과 같은 군벌들이 할거하고 있었다. 이러한 군벌의 할거는 결국 중원 대전과 같은 내전으로 발전하였고, 국민정부는 경제적 측면에서 큰 취약점을 안게 되었다. 전통적인 국가세인 토지세를 지방 군벌이 거의 장악하였고, 국민정부는 장강 하류 지역, 특히 상하이 등 도시의 상공업에서 나오는 상공업세나 관세 수입에만 크게 의존하게 되었기 때문이다. 또한 국민정부는 중국공산당에 대한 지속적인 진압을 시도하고 있었다. 1934년 중국공산당은 이러한 국민당의 진압을 피해 대장정을 감행하였다. 그럼에도 불구하고 국민정부 시대는 중국이 모처럼 격상된 국제적 지위를 누리고 경제건설 방면에서도 상당한 성과를 거둔 것으로 평가된다. 국민정부 시기 동안 경제는 '황금 10년'이라고 불릴 정도로 근대적 경제 발전을 위한 개혁이 일정한 성과를 거두었다. 중국의 오랜 숙원이었던 관세 자주권이 회복되면서 관세 인상도 가능해졌고, 1931년에는 종래 경제 발전의 중대한 장애로 지적되어온 '이금'이 폐지되고 대신 통일 소비세가 창설되었다. 또한, 염세, 도량형,화폐 단위도 통일·정리되었다. 1935년에는 폐제 개혁으로 통일 화폐인 법폐가 발행되었고, 이어 불환지폐를 개혁하여 물가를 안정시키고 세입을 확대하였다.
이러한 개혁을 통해 안정적인 세수를 확보한 국민정부는 전국경제위원회나 실업부의 주도로 경공업 발전을 통한 수입 대체 산업의 성장을 도모하고 철도나 도로 등 기반 시설도 정비해나가기 시작하였다. 경제 발전의 성과는 특히 대도시나 해안인근 도시들을 중심으로 두드러졌으며, 인구 300만 이상의 대도시로 성장한 상하이 등지에서는 근대적 도시 문화가 활짝 꽃피게 되었다. 신문이나 잡지, 라디오 방송 등 대중 매체는 양적으로 급속히 성장하여 많은 소비자를 확보하였다. 영화나 연극, 가요 등의 대중문화도 급속하게 확산되었다.
하지만 화려한 근대적 면모의 뒤에는 여전히 그늘이 자리잡고 있었는데, 농업에는 여전히 국민 총생산의 65%를 차지하였고, 근대적 공업 생산은 겨우 2.2%에 불과했다. 경제 건설보다는 정치,군사적 통일에 주안점을 두었기 때문에 예산 대부분이 군사비와 외채 상환에 사용되었다. 경제 발전의 파트너가 되어야 할 상공업 계층과의 관계도 국가 권력의 압도적 우위가 확립되면서 악화되었다. 국민정부는 농촌 경제의 건설이나 개선에도 무관심하였으므로 대공황의 여파 속에서 1930년대의 중국 농촌 사회는 최악의 위기에 빠지게 되었다.

### 외교
이 시기 열강들은 중국에 대해 과거의 직접적인 간섭 대신 외교적 방법을 사용하였다. 국민정부는 민족주의의 조류를 바탕으로 근대적 국민 국가의 건설에 상당한 가능성을 보여주었지만, 동시에 일본 제국과 중국공산당의 존재는 이러한 노력에 커다란 위협이 되었고, 내부에 관료들의 부패도 매우 심각했다. 국민정부는 "일본에 대해 양보와 타협으로 대처하면서 실력을 길러 우선 국내의 정치적 통일을 가로막는 중국공산당의 위협을 제거하겠다."는 안내양외(安內攘外)가 기본정책으로 나타냈었다. 그리고 쿠물 항쟁, 중국-티베트 전쟁, 소비에트의 신장 침공, 신장 전쟁 등 주변의 여러 민족 및 국가와 무력 충돌을 겪었다.
제2차 세계대전 이전엔 나치 독일과도 친밀하는 등 중화민국의 국민 혁명에는 약간의 문제가 있었으며, 연합국과 점차적으로는 대체로 친한 편으로 갔다.

### 군사
군대로는 국민혁명군을 두었고, 육군은 중일 전쟁직후의 군대여서 400만이 훨씬 넘는 육군을 가졌으며 해군이나 공군보다 육군 육성에 힘을 기울였다. 군대는 붉은 군대의 레닌체계를 모방한 뒤 국민 군대로 바꾸었으며 북양 정부의 친미국 군사 체제를 완전히 전복한 황포군관학교의 계통에 기반된 것이었다. 황푸군관학교 출신자들이 군 간부층의 대부분이었으며 국군에서 블라디미르 레닌의 지원을 받은 이 학교 졸업생들은 공산당 군대의 지휘관으로도 많이 유출되었다. 1947년, 중화민국 헌정이 공식 선언되었으며 중화민국 국군이 제2차 국공내전에서 패배하기에 이르며 대만으로 물러난 뒤는 중국 본토에 대한 책임감도 희미해져 현재는 대만의 군대로 퇴색되기에 이르렀다.

#### 중독합작

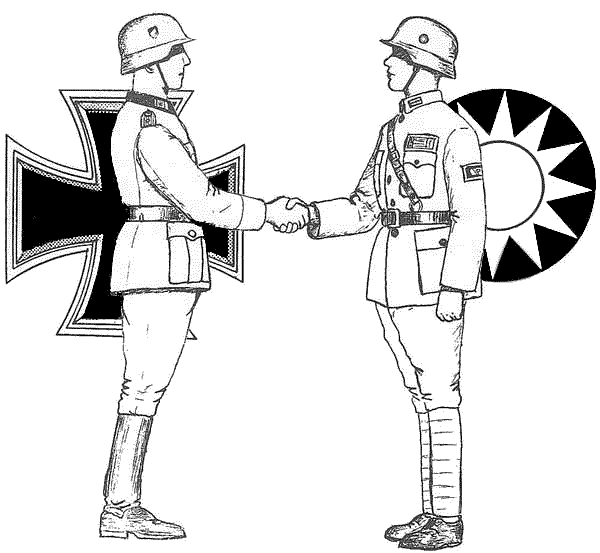
중국 독일 합작 - 난징 국민정부(1928년-1937년)는 일본에 대항하기 위해 독일의 공업 기술과 무기를 지원받았다.

### 중일 전쟁

#### 만주사변
러일전쟁의 승리로 남만주의 이권을 장악한 이후 일본은 동북 지역을 자신의 세력권으로 확보하였다. 하지만 1928년 난징국민정부가 수립되고 이듬해 세계대공황이 닥쳐오자 일본에서는 만주·몽골에서의 이권 확보에 대한 위기감이 크게 고조되었다. 그리하여 이것이 생존에 관계된 생명선이라는 인식 아래 일본은 중국의 동북 지역을 무력으로 점령하는 계획을 실행하게 되었다. 1931년 9월 18일 센양 부근 유조호에서 만철 노선 폭파 사건을 빌미로 관동군이 침략을 시작하여 5개월 만에 동북 지역을 점령한 것이다. 일본 천황의 군대에 대한 통수권을 이용한 군부, 특히 관동군의 독단적 행동과 그에 대한 일본 정부의 묵인으로 일본의 중국 대륙 침략이 시작되었다.
장제스의 난징국민정부는 실제로는 그다지 효과가 없었던 국제 연맹의 외교적 해결을 기다릴 뿐 어떠한 완강한 저항을 시도하지 않았다. 결국 일제가 침략을 벌인 만주사변은 1932년 3월 1일 청조의 마지막 황제였던 선통제 푸이를 수반으로 한 괴뢰국가 만주국을 성립시켰다.
1931년 12월 국제연맹이 만주 문제 해결을 위해 '리튼 조사단'을 파견하여 열강의 공동 관리와 비무장 지대화를 제안하자 일본은 국제연맹을 탈퇴하였다.
이후1933년 5월 '당고정전협정'이 이루어질 때까지 일본군의 진격이 계속되었고, 일본은 화북 5성(차하얼 성, 허베이성, 쑤이위안성, 산둥성, 산시성)에서 자치를 내건 지방 정권을 만들어 난징국민정부의 영향력을 배제하면서 지배력을 확대시키려 하였다.

#### 일제의 침략, 그리고 공산당의 토벌
장제스의 난징국민정부는 일본의 침략에 대비하여 군수 산업을 중심으로 중공업을 건설하고 비행기 600대와 170만의 병력을 갖춘 군대를 편성하는 한편, 자기 개인에 대한 절대 복종을 요구하는 총동원 체제의 강화에 나서고 있었다. 이 시기 국민정부는 '예의염치'라는 유교 도덕을 국가 통합의 이념으로 내걸고 위생과 국산품 애용, 절약 등을 강조하는 계몽 운동인 신생활운동을 추진한 것도 그 일환이었다. 중국국민당의 또다른 파벌이자 장제스의 심복인 진과부 등의 CC단을 이용한 언론 탄압과 검열 역시 마찬가지였다.
일본의 거듭된 침략에도 불구하고 국민정부는 타협 정책을 펼치면서 강력한 반공주의 정책을 표하였고, 민중의 항일 운동을 억누르는 기존의 '안내양외' 방침은 여전히 원칙으로 유지되었다.

#### 제2차 국공 합작
일본의 침략 강화와 난징국민정부의 잇딴 타협정책은 중국 내에서 국민정부에 대한 불만과 항일 운동의 발전을 가져왔다. 1935년 12·9 운동을 계기로 각지에서 조직되기 시작한 '항일 구국회'가 1936년 5월 전국각계구국연합회로 발전하게 된다. 이러한 움직임에 중국공산당도 부응했다. 중국공산당은 대장정 도중 1935년 8월 1일 발표한 선언을 통해, '광범한 반파시즘 통일전선을 지향하면서 장제스를 제외한 국민당 등 폭넓은 세력과 연합한 일치 항전을 추진하자'고 호소했다. 그리고 대장정을 끝낸 공산당은 계급 투쟁과 근거지 건설이라는 기존 노선을 바꾸어 장제스를 끌어들이는 항일 방침으로 전환하였다.
1936년 7월 저명한 지식인들이 나서 국공 양당에게 내전 정지와 '안내양외' 정책 변경을 요구하였으나, 장제스는 이를 거부하고 11월에 이들 지식인을 포함한 7명을 체포,구금하였고, 같은 무렵 20개 사단 이상의 병력을 동원하여 섬서성 북부 옌안의 중공에 대한 6차 포위 토벌 작전을 시행하였다.
이런 국면에서 커다란 전환을 가져온 것이 1936년 12월 12일의 시안사건이었다. 1935년 말부터 공산당 홍군 토벌 작전에 투입된 동북군 출신의 장쉐량은 서북군의 양호성과 협력하여, 작전을 독려하기 위해 시안을 방문한 장제스를 구금하였다. 세계의 주목을 받은 이'병간'(兵奸)을 통해, 장쉐량은 내전 정지, 구국 회의의 개최, 정치범의 석방 등을 요구하였다. 중공의 저우언라이,장제스의 부인 쑹메이링까지 협상에 참여한 결과, 장제스는 석방되고 장쉐량의 요구가 관철되었다.
이리하여 중일전쟁이 발발한 이후 1937년 9월 22일 제2차 국공합작이 성립하였다.

#### 전개
1937년 7월, 일본군이 자작극을 벌인 루거우차오 사건을 계기로 난징 국민정부는 일본과 전면전 상태에 들어갔다. (중일전쟁). 그러나 병력의 차이로 인해 국민정부군은 각지에서 패배를 거듭하였으나, 상하이 전투에서 일본군을 상대로 3개월간 분전하기도 했다. 1937년 11월, 상하이가 일본군에 점령당하고, 이어 12월 13일 수도 난징이 일본군에 함락당했다. 난징 점령기간 동안 일본군은 6주간 대량학살을 자행했는데, 이 사건을 난징대학살이라 부른다. 한편, 장제스의 국민정부는 수도를 충칭으로 옮겨 결사 항전의 뜻을 나타내는 한편, 공산당과 항일 연합 전선이나 미국이나 영국 등에서 지원을 모색하여 전면적인 항일 전쟁에 돌입했다.

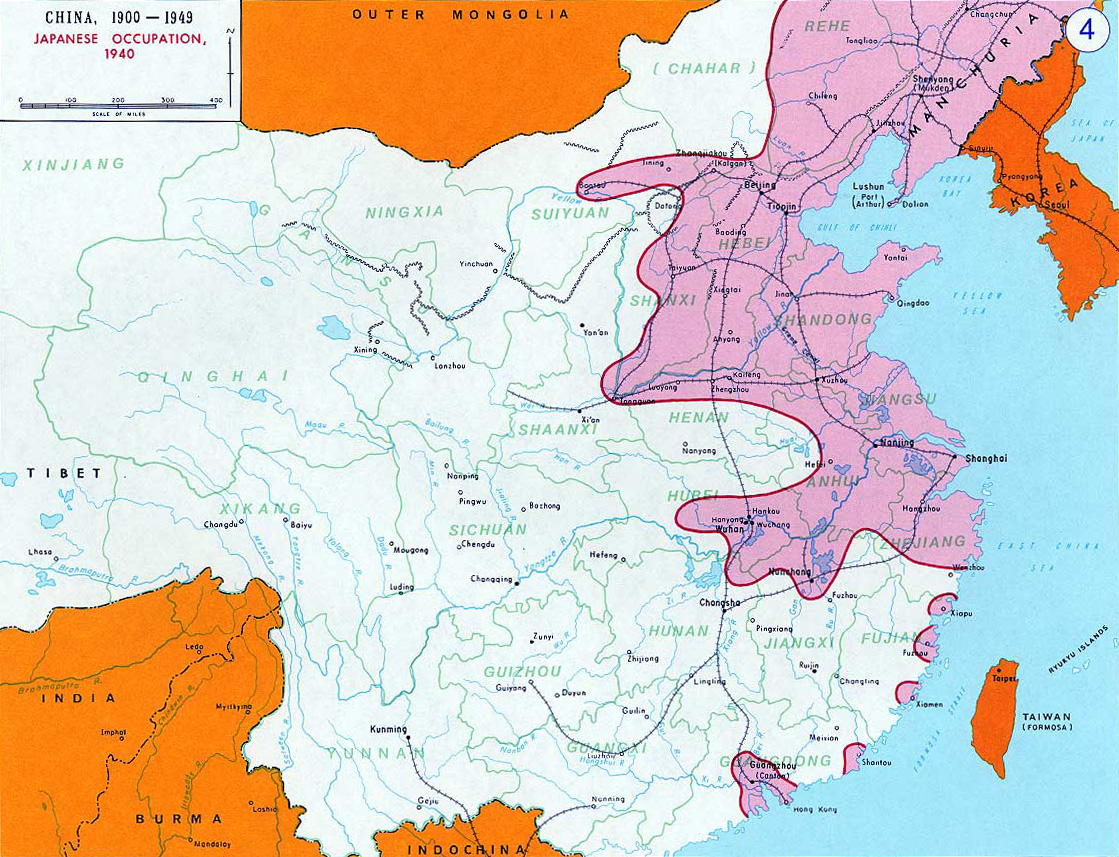
1940년 일본군의 점령지역

전쟁 시작 이듬해인 1938년 중국과 일본 간의 대규모 전투가 줄어들어갔고, 일본군은 과거 국민당의 반(反) 장제스 세력 인물이었던 왕징웨이를 수반으로하는 괴뢰정부(왕징웨이 정부)를 1940년에 수립하였다. 그러나 일본군은 점령지에서 주민들의 징발, 징용을 강행했기 때문에, 주민 사이에 반일 감정이 확산되었고, 장제스의 국민정부와 공산당도 이를 이용하여 지구전과 게릴라전을 전개하여 일본군을 점차적으로 포위해 갔다. 그러나 다른 한편의 항일 연합전선 측도 소련의 지원을 받는 공산당이 근거지 옌안을 중심으로 지배 영역(해방구)을 확장하는 움직임을 보이자, 국민정부와 공산당과의 사이에서도 여러 차례 전투가 벌어지기도 했는데, 대표적인 사건이 환남 사변이었다. 이와 같이, 중일전쟁의 판도는 일본의 지원을 받은 왕징웨이 정부, 미국과 영국이 지원하는 국민당 정부, 소비에트 연방이 지원하는 공산당의 삼파전이 전개되었다.

#### 전쟁의 승리

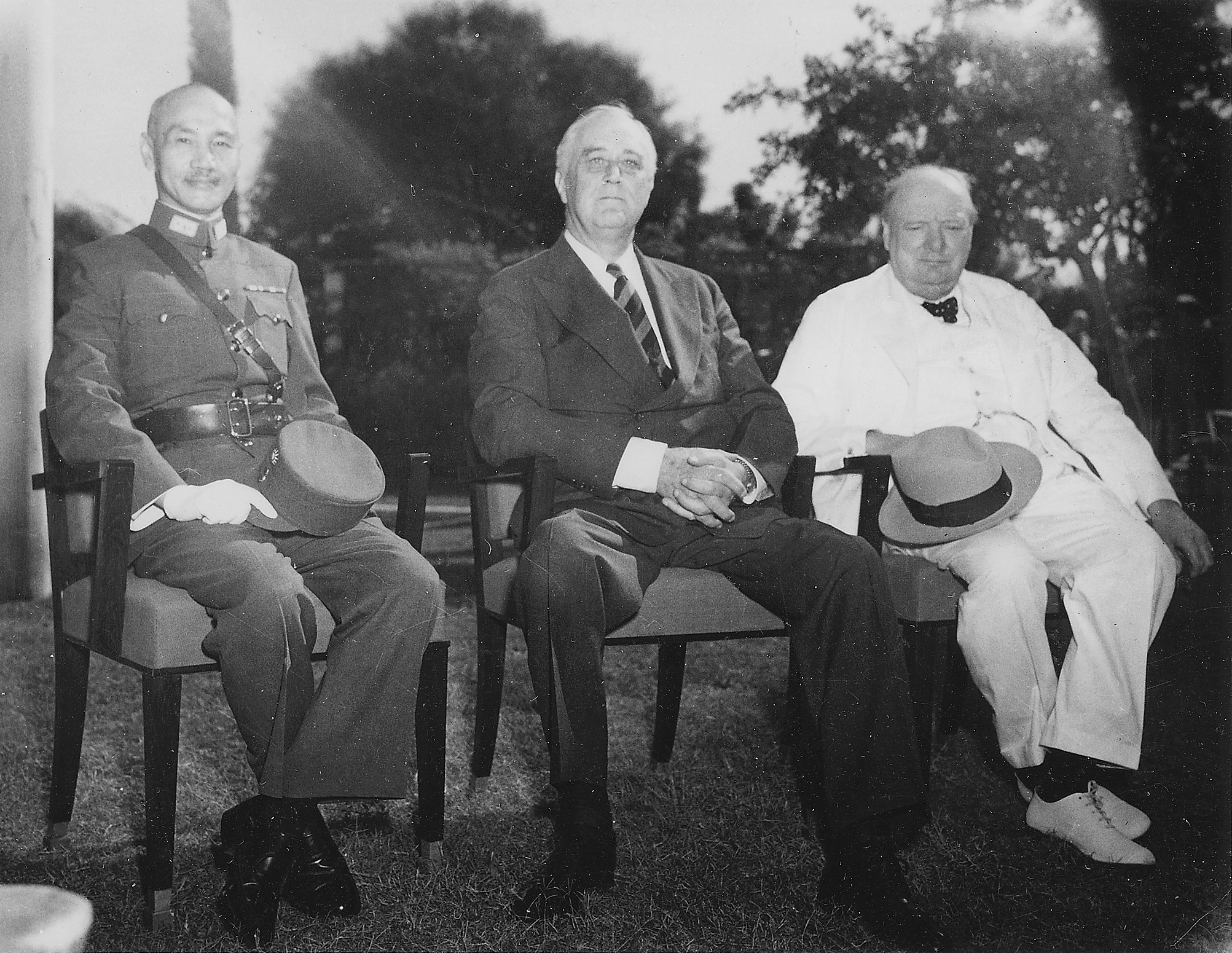
카이로 회담의 장제스, 루즈벨트, 처칠(1943년)

1941년 12월 일본이 영국과 미국에 선전포고를 하여 태평양 전쟁에 돌입하게 된다. 국민당 정부는 전쟁 중에 미국과 영국뿐만 아니라, 소련의 지원도 받으면서 일본과 대치하였고, 장제스는 1943년 카이로 회담 등에 참여했으며, 이어 장제스 부인 쑹메이링이 원조를 받아내기 위하여 미국으로 직접 가 미국 연방 의회에서 연설하는 등 국민당 정부는 주요 연합국의 일원으로 자리매김했다.
1945년 8월 14일에 일본이 항복을 선언하고 중소우호동맹조약이 체결되었다. 8월 18일에는 만주국이 항복하고, 중국과 일본 간의 전투도 종결되었다.
국민 정부는 연합국의 주요 일원으로, 즉 승전국의 일원으로서 극동 군사재판 등 전후 처리에 담당했으며, 또한 대전 종결 후 만주국과 왕징웨이 정권이 붕괴된 뒤, 카이로 회담과 포츠담 선언의 내용을 근거로 중국 전역이 다시 국민당 정부의 통치 하에 들어갔다. 일본뿐만 아니라 다른 유럽 국가들도 조계지의 반환과 불평등 조약의 개정(1943년)을 하였고, 아편 전쟁 이후 계속된 중국의 반식민지 상태는 끝을 맺게 되었다.
일본이 패망한 이후, 추가로 포츠담 선언에 의거하여 이전 만주국(8월 18일), 타이완섬 일대(10월 25일)도 중화민국의 통치 지역에 편입되어, 중화민국의 판도는 확대되었다.

### 훈정의 종료와 헌법 제정
1948년에 중화민국 헌법이 제정되어 국민정부 시대는 막을 내리고, 정식으로 중화민국 정부가 출범한다. 중국공산당의 영향력을 경계한 중국국민당은 중공의 헌법 제정 참여를 배제하였고, 중공은 이에 반발, 중화민국 헌법의 제정을 인정하지 않았다.

### 국공 내전

국민정부가 타이완으로 후퇴하기까지 과정.

제2차 세계 대전 종전 직후부터 장개석이 이끄는 난징 국민정부와 공산당은 전후의 중화민국 정부의 방향을 둘러싸고 견해 차이를 드러냈다. 1945년 11월 2일 중국공산당군(중국 인민 해방군)의 대공세를 시작으로 각지에서 무력 충돌이 빈발했다. 미국의 휴전 중재에도 불구하고, 1946년에는 국공 내전이 발발한다. 당초 국민당 미국의 군사 원조를 바탕으로 공세를 벌였지만, 소련의 스파이 활동 등을 통해 중국 내에서 중국공산당에 동조하는 무리가 증가했고, 미국 정부도 대일본 지배에 열중하여 국민당에 대한 원조는 중단되었다. 그러자 소련에서 대규모 군사지원을 받은 공산당군이 반격을 시작하여 국민정부군은 곳곳에서 대패배를 당하기 시작했다. 이때 국민정부는 중화민국 헌법을 제정(1947년)하여 이에 근거하여 장제스 총통을 국가 원수로 하는 헌정 정부를 수립(1948년)하여 중앙 정부의 정통성을 보여 주려 시도하였다. 그러나 군사적 열세를 만회할 수 없어 국민당의 내전 패배는 결정된다. 장제스는 1949년 1월 총통을 사직하고, 총통 대행을 맡은 리쭝런이 공산당과의 평화 협상을 벌였지만, 같은 해 4월 23일 수도 난징을 공산당에 점령당하였다. 이 상황에서 중국공산당은 국내 여러 정치 세력을 결집하여 중앙 정부의 국가 건설을 목표로 1949년 10월 1일에 중화인민공화국의 건국을 선언했다.
공산당의 승리로 반공주의적인 많은 중국인들이 공산당의 통치를 피해 타이완으로 이주하였으며, 이외에도 대한민국의 인천에 정착하는 부류, 일본의 나가사키에 정착하는 부류로 나뉘었다. 다른 한편으로는 영국령 홍콩, 포르투갈령 마카오, 베트남, 말레이시아, 싱가포르, 미국 등의 나라로 망명하였다.

## 대만 (1949년~ )

### 타이완 수복
타이완섬을 포함한 일대는 한족이 많이 거주하고 있는 지역으로, 1683년부터 1895년까지 212년 간은 청나라의 통치 하에 있었으며, 1895년부터 일본이 항복한 1945년까지 50년간은 일본의 타이완 총독부 통치 하에 있었다.
1943년말, 카이로 선언 이후 타이완을 포함한 일본이 점령했던 모든 중국 영토는 중화민국에 반환될 예정이었다. 이 선언은 1945년 포츠담 선언에서도 반복되었다. 제2차 세계대전이 끝난 후, 일본은 포츠담 선언을 수용하여 조건없이 포기를 했다. 연합군의 총사령관은 타이완에 있는 일본군이 중화민국 정부에 항복하도록 명령했다. 1945년에 일본이 연합국에 항복해서 제2차 세계대전이 끝나자 장제스가 이끄는 난징 국민정부는 1943년 카이로 회담의 조항을 근거로 타이완섬 일대를 중화민국의 영토로 편입했다. 국민 정부군은 일본군의 무장 해제를 위해 타이완섬을 포함한 일대에 상륙했다.
제2차 세계대전 이후, 타이완에 있는 일본군에게 일반명령제1호로 장제스 총통에게 항복하라는 명령이 내려졌다. 중화민국은 천이를 타이완 총사령관으로 임명했다. 그는 1945년 10월 24일 타이완에 도착하여 마지막 총통인 안도 리키치를 받아들였다., 1945년 10월 25일 타이베이 중산당에서 타이베이에 남아있던 일본 총독부는 중화민국의 대표인 천이(陳儀)에게 항복했다. 그 선언의 유효에 관해서는 많은 논쟁이 따랐으며, 타이완 독립을 지지하는 이들은 그것이 무효이며, 그 날은 단순히 중화민국의 군정 시작일일 뿐이라고 주장하였다.

### 2.28 사건
제2차 세계대전 후 타이완을 지배하게 된 중화민국 정부는 미숙했고, 부패했고, 게다가 군인들은 위법까지 저지르고 있었다. 많은 본성인(本省人)들은 중화민국 정부에 환멸을 느꼈으며, 그것은 일본제국주의자들의 통치와 다를 바 없는 것이었다. 경찰이 담배판매상을 우발적인 발포한 사건으로 인해 반본토인 폭동이 1947년 2월 28일에 촉발되었다.
행정 부서의 요직을 1945년 이후 타이완에 이주한 외성인(外省人)이 독점하였고, 중화민국 산하 관청의 부패가 심하자, 그때까지 타이완에 오래 살아오던 본성인의 반발을 초래하여 1947년 2월 28일에 본성인들이 들고 일어난 민중 봉기사건인 2·28 사건이 일어났다. 그러나 정부군은 철저한 진압을 하였고, 본성인의 저항을 좌절시키기 위해 본성인 출신 지식인과 2.28 사건을 수습하고자 모였던 주민대표자 상당수를 포함해 본성인(本省人) 약 3만 명을 처형, 살해한 것으로 추정되고 있다. 중국국민당은 정치, 경제, 교육, 언론 등을 독점하였고, 같은 해 타이완 성이 발족했다. 1949년 12월 7일 국공 내전에서 패한 장제스가 난징정부를 타이완으로 옮기면서 장제스의 중국국민당 정권이 타이완 지구를 직접 통치하게 되었다.
1949년 5월 21일 타이완 전역에 발포된 계엄령은 38년간 계속되었는데, 이 기간 동안 '타이완을 보위하고 대륙을 공격한다'(反攻大陸)는 총 구호하에서 내전을 반대하거나 국공 평화회담을 주장하거나 평화 건설과 민생 문제를 개선하라고 요구하는 사람이나 언론은 무조건 공산당 간첩, 파괴분자, 음모분자로 간주되었고, 새로운 정당의 설립은 금지되고 타이완 내에서 중국국민당의 1당독재가 이어졌다. 이러한 가혹한 무단통치와 1당독재는 1987년 7월 15일이 되어서야 장징궈(蔣經國) 총통이 계엄령을 해제함으로써 종식되었다.

### 타이완귀속 문제
한편 1951년 일본은 샌프란시스코 조약에 공식적으로 서명을 했지만, 타이완이 누구에게 귀속됨을 말하는 지에 대해 명시를 하지 않았다. 샌프란시스코 조약의 후속으로 1952년 체결된 타이베이 조약의 두 번째 조항에서 일본은 타이완, 펑후 제도, 남사 군도, 서사 군도에 대한 주권의 포기를 재천명하였다.

### 타이완 해협위기
난징 함락 이후, 장제스를 중심으로 하는 중국국민당 세력의 일부는 미국 정부에서 우파의 지원을 받으면서, 근거지를 광저우, 충칭, 청두를 거쳐 타이베이로 옮겨갔다. 1950년 1월 장제스가 총통에 복직하고, 타이완 국민정부를 수립한다. 국민정부는 이후에도 ‘중국의 정통 정부’임을 주장하여, 양안 간 무력 충돌은 1955년까지 계속되었고, 이후에도 푸젠 성 연안 금문도에서 산발적인 포격전이 일어났다.
중화인민공화국(PRC)과 중화민국(ROC)은 1978년까지 전쟁 상태를 유지했다. 1949년 10월 중화인민공화국의 인민해방군은 중화민국이 통치하고 있는 금문도(金門島)를 탈취하려고 시도하였으나, 고령두 전투에서 대패하였고 타이완으로 향하던 인민해방군의 진격은 중지되었다. 그러나, 1950년 인민해방군은 하이난섬(海南島)(1950.3.5 ~ 4.30), 저우산 군도(舟山群島)(1950.5.16) 및 홍콩 근해의 완산 군도(萬山群島)(1950.5.25 ~ 6.27)를 잇따라 함락시키면서 타이완과 그 부근의 일부 섬 지역을 제외한 중국의 섬 대부분을 장악하였다.
1949년 중화민국은 본토에 대한 해안 봉쇄를 선언했고, 중화민국 해군은 모든 외국 선박의 나포를 시도했다. 이 봉쇄는 푸젠성 민강의 북쪽 어귀에서 만주의 랴오허 강 입구에까지 걸쳐 있었다. 당시 본토의 철도 교통이 미개발 상태였기 때문에, 북남 무역은 해로에 심하게 의존하고 있었다. 이러한 중화민국 해군의 활동은 본토 어부들에게 심각한 어려움을 야기시켰다. 또한, 중화민국 정부는 상하이와 같은 본토의 주요 해안 도시에 여러 차례 기습적인 폭격을 가하기도 하였다.
1950년대 초 국민당 게릴라군은 중국 남서부 국경을 넘나들며 게릴라 작전을 계속 펼쳤다. 1만2천명에 달하는 국민당군들이 버마로 도망을 쳐서 중국 남부에 대한 게릴라 활동을 전개하였는데, 그들의 지도자인 리미 장군은 중화민국 정부에서 급여와 이른바 윈난성의 성주라는 직급을 부여받았다. 미국은 이 잔당들을 지원하고 CIA를 통해 원조하기도 했지만, 1953년 버마 정부가 UN에 항의를 한 이후 미국은 중화민국에게 그 잔당들을 철수하라는 압력을 가했다. 1954년 말 약 6천명의 군인들이 버마를 떠났고, 리미 장군은 군대의 해산을 선언했다. 그러나 수천 명이 남았고, 중화민국은 그들에 대한 보급과 명령을 계속했으며, 때때로 보충도 몰래 이루어졌다.
국공 내전 직후 미국은 장제스 정부를 지원하는데 소극적이었지만, 1950년 6월 한국전쟁의 시작으로 상황은 급변했다. 한국전쟁이 발발한 후 미국에서는 중국국민당이 공산주의자들에 의해 완전히 제압당하는 것을 방치해서는 안 된다는 여론이 형성되었고, 해리 트루먼 대통령은 미 7군 함대를 타이완 해협에 파견하여 상호 교전하는 것을 막았다. 한국 전쟁 중 포로가 된 중국인민지원군 가운데 원래 국민당군이었던 사람들은 중국 본토가 아닌 타이완으로 송환되었다.
한편 중화민국은 푸젠 성에 남아 있는 섬들을 중화인민공화국을 물리치고 중국 본토를 탈환하기 위한 전초 기지로 보았다. 1954년 9월 3일, 인민해방군이 금문도에 포격을 시작하고 다천 군도를 위협하면서, 제1차 타이완 해협 위기가 시작되었다. 1955년 1월 18일에 인민해방군은 다천 군도 인근의 이장산섬을 점령하였고, 한달 뒤 중화민국 정부는 다천 군도에서 철수하고 중화민국 저장 성(浙江省) 정부의 폐지를 선언했다.(1955.2.11) 같은 해 1월 24일, 미국 의회는 중화민국 인근 제도의 방어하는 것을 대통령이 인준하는 《포르모사 결의》를 통과시켰다. 제1차 타이완 해협 위기는 인민해방군이 포격을 중지했을 때인 1955년 3월에 끝났다. 그 위기는 반둥 회담 때에 이르러서야 끝을 맺게 되었다.
제2차 타이완 해협 위기는 중국 인민해방군과 중화민국 국군 사이의 교전으로 1958년 8월 23일 시작되었다. 중화인민공화국은 진먼 현에 포격을 퍼부었고, 중화민국은 샤먼시에 포격을 퍼부었으며, 이러한 사태는 같은 해 11월에 끝났다. 인민해방군은 중화민국의 보급선으로부터 봉쇄된 섬들을 순시하였다. 미국이 중국 본토에 포격을 가하자는 장제스의 제안을 거부하였지만, 중화민국에 대한 전투기와 대함 미사일을 보급하는 쪽으로 재빨리 조치를 취하였다. 또한 침몰한 중화민국의 해군함이 항구를 봉쇄하고 있을 때 보급을 위해 수륙양용 상륙함도 제공을 하였다. 9월 7일에 미국은 중화민국 보급선의 대사를 호위하여, 중화인민공화국이 포격을 하지 못하도록 막았다. 10월 25일에, 중화인민공화국은 짝수 날에 정전을 선언했으며, 인민해방군은 홀수 날에만 진먼 현에 포격을 퍼부었다. 적대적 행위를 종결했음에도 불구하고, 양측은 종전을 위한 어떠한 공식적인 조약이나 협정을 체결하지 않았다. 1950년대 이후에 전쟁은 실제보다는 상징적이 되었으며, 금문도에서 간헐적인 포격전만이 되풀이 되었다. 그 이후에는 홍보전 양상으로 변질되었다. 1979년 중화인민공화국과 미국 간 외교 관계가 성립이 되고서야 포격은 멈추게 되었다. 1950년대부터 1970년대까지의 시기 동안, 중화인민공화국과 중화민국이 점유하는 지역(양안) 사이의 인적, 물적 교류는 실질적으로 중단되었으며, 종종 린푸이(現 세계은행의 부총재)와 같은 이탈자가 발생하기도 하였다.

### 타이완의 경제 성장
중화민국은 현재 구매력 평가(PPP) 기준에서 19위, GDP 기준에서 24위에 위치한 선진화된 자본주의 경제국이다.
중화인민공화국과의 대립으로 인하여 미국은 중화민국에 경제적 지원을 가하였으며 덕분에 경제 성장이 가능하였다. 또한 중국 대륙의 공산화로 타이완으로 넘어온 국내외 기업들도 경제 성장에 일익을 담당하였다.

### 외교
중화민국은 타이베이 시기 초창기부터 반공주의를 내걸고 서방 국가들과의 관계를 돈독히 하였다. 주요 우방국은 미국, 일본, 대한민국, 필리핀, 오스트레일리아, 베트남 공화국, 타이였다. 그러나 중화인민공화국을 승인하였던 공산주의 국가나 제3세계, 북유럽 국가와는 외교 관계를 단절하였다. 소비에트 연방과 그 위성 국가, 유고슬라비아, 인도, 파키스탄, 미얀마, 스리랑카, 베트남 민주 공화국, 스웨덴, 핀란드, 노르웨이, 스위스 등이 이에 해당한다. 서유럽 국가들 중에서는 영국과 프랑스 등이 차례로 단교하였다. 서독은 할슈타인 독트린에 의하여 1970년대까지 외교 관계를 유지하였다.
1970년대에 유엔에서 축출 당하고 여러 나라들로부터 단교를 당하여 미승인 국가로 전락할 위기에 처하자 중화민국 정부는 제3세계와의 국교 수립을 위해 노력하여, 일부 국가가 중화인민공화국과 단교하고 중화민국과 수교하였다. 세네갈, 중앙아프리카공화국, 라이베리아 등 대부분 아프리카 국가가 이에 해당한다. 그러나 냉전이 종식되면서 대부분의 국가가 중화인민공화국과 재수교하였다. 바티칸 시국은 1950년 중화인민공화국이 성좌 대표를 축출한 이후 중화민국과 관계를 유지하고 있다.
하나의 중국 정책으로 중화인민공화국과 수교 내지 승인한 국가는 중화민국과 수교할 수 없다. 현재 중화민국의 수교국은 23개국이다.

### 민주화
1949년부터 타이완, 펑후 제도, 진먼 현, 마쭈 열도에 계엄령이 선포되어 군정이 실시되었다. 이후 중국국민당은 입법, 사법, 행정 3권을 모두 장악한 실질적인 독재 정당으로서 군림하였다. 이후 장징궈 총통이 정치 자유화를 시도하였고, 후임 리덩후이 총통이 민주화를 완성하였다. 타이완 지구의 민주화는 다른 나라와 달리 정부 차원에서 민주화를 달성하는 ‘위로 부터의 민주화’였다.
이에 민주진보당이 새로운 야당으로 등장하여 현재까지 중화민국의 정계를 양분하고 있다.

## 같이 보기
- 중화민국
- 중국의 역사
- 타이완의 역사
- 국부천대
- 제2차 세계 대전 이후 타이완
- 중화인민공화국의 역사
- 중화민국의 외교

## 참고 서적
- 이윤섭 (2010년 12월 5일). 《객관적 20세기 전반기》. 필맥. ISBN 9788991071827.
- 패트리샤 버클리 에브리 (2010년 6월 25일). 《사진과 그림으로 보는 케임브리지 중국사》. 시공사. ISBN 9788952758927.
- 알랭 루 (2010년 11월 29일). 《20세기 중국사: 제국의 몰락에서 강대국의 탄생까지》. 책과함께. ISBN 9788991221727.
- 박한제,김형종,김병준,이근명,이준갑 공저 (2007년 7월 20일). 《아틀라스 중국사》. 사계절. ISBN 9788958282365.
- 신승하 (2005년 7월 16일). 《세계각국사 중국사(하)》. 미래엔(대한교과서). ISBN 9788937830792.
- 아사히신문 취재반 저/백영서,김항 공역 (2008년 11월 7일). 《동아시아를 만든 열가지 사건: 한국 일본 중국 대만이 함께 읽는 근현대사》. 창비. ISBN 9788936482398.
- 요코야마 히로아키 저/박종현 역 (2000년 2월 29일). 《중화민국사》. 신서원. ISBN 9788979405293.
- 유용태,박진우,박태균 공저 (2010년 12월 20일). 《함께 읽는 동아시아 근현대사 1》. 창작과비평사. ISBN 9788936482572.
- 유용태,박진우,박태균 공저 (2010년 12월 20일). 《함께 읽는 동아시아 근현대사 2》. 창작과비평사. ISBN 9788936482589.
- 이원복 (2010년 7월 26일). 《21세기 먼나라 이웃나라 13: 중국1 근대편》. 김영사. ISBN 9788934940241.